# Río Taieri
El río Taieri es el cuarto río más largo de Nueva Zelanda. Corre en su totalidad en la región de Otago en el sureste de la Isla Sur. Su nombre significa «Mareas de Primavera» o «El Río Brillante» en el idioma maorí. Tiene una longitud de 200 kilómetros, y los últimos veinte son navegables.
El Taieri empieza en las montañas de Lammerlaw a la altitud de 900 metros y corre al norte con muchos meandros. Gira al sur después de la localidad de Waipiata y corre en la villa pequeña de Middlemarch antes de entrar las afueras rurales al oeste de la ciudad de Dunedin. Aquí, su planicie de inundación da a comer la tierra. El Taieri desemboca en el Océano Pacífico después del pueblo de pescadores de Taieri Mouth, que lleva su nombre.